# Vilarinho da Furna

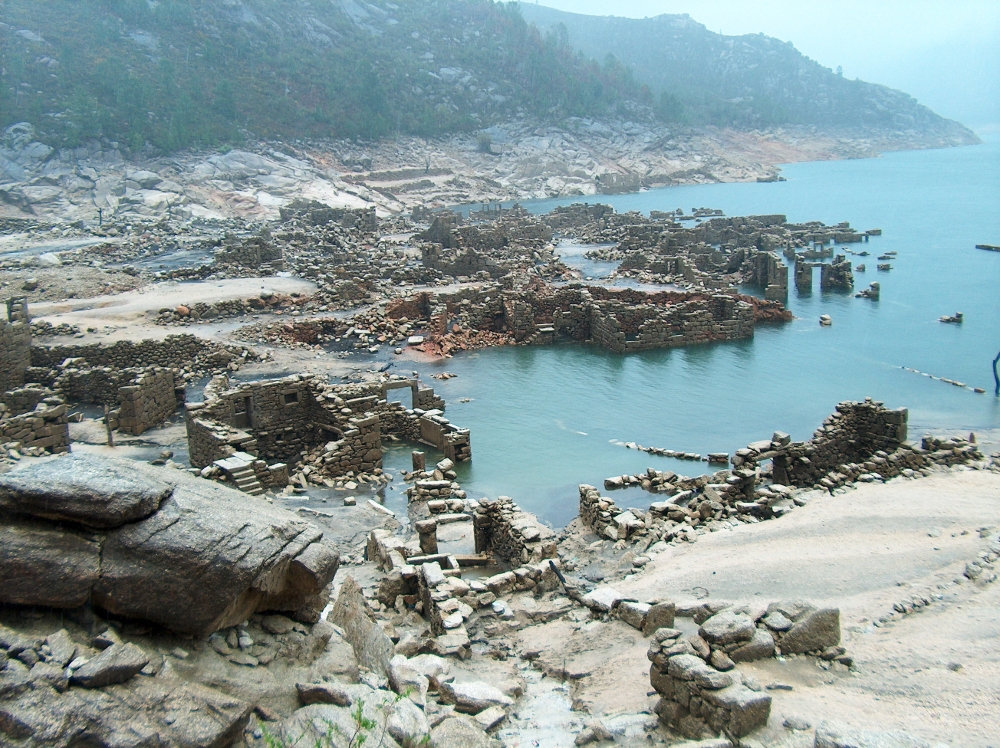
Les vestiges de Vilarinho da Furna

Vilarinho da Furna est un village, submergé en 1972 par le remplissage du réservoir du même nom. Il est situé sur la rivière Homem à Ribeira do Eido, dans la municipalité de Terras de Bouro (district de Braga), dans la région de Minho, au nord du Portugal. Du fait d'une curiosité juridique, les terres submergées appartiennent encore aux anciens villageois, mais l'utilisation du barrage revient à l'État portugais. Parfois, lorsque le niveau du réservoir baisse, le village émerge ; cet événement attire souvent des touristes.
Le village est connu pour son style de vie communautaire, qui remonterait à l'époque des Wisigoths
.

## Son histoire jusqu'en 1800
Selon la tradition orale, le village a été fondé vers l'an 70, à l'époque où la route romaine voisine (Via Nova XVIII de l’itinéraire d'Antonin) se développait. Selon cette tradition, sept hommes s'installèrent sur le site du village actuel de Campo do Gerês. Après un désaccord, quatre d'entre eux décidèrent de s'installer en aval, le long de la rivière Homem, là où est maintenant Vilarinho da Furna. Il n'y a aucune preuve de cela, mais il y a encore des vestiges romains : deux routes au sud du village, trois ponts romains (un qui enjambe la Ribeira do Eido dans le village, un en amont (le Ponte Nova) et le Ponte do Couço en aval), ainsi que beaucoup d'autres dans la région.
On sait peu de choses sur le village depuis l'époque romaine. La première mention écrite figure dans un registre des baptêmes, mariages et décès de 1623, le Livro Misto no  1 dos Baptismos, Casamentos e Óbitos de la paroisse de São João do Campo (ancien nom de Campo do Gerês). Un allemand qui a voyagé au Portugal dans les dernières années du XVIIIe siècle a aussi visité Vilarinho da Furna. Il a noté que les maisons étaient aussi simples que celles de tous les autres paysans de la région. Toutefois, la grande famille qui l'avait accueilli vivait confortablement ; contrairement à beaucoup d'autres dans les environs, elle ne manquait pas de nourriture et les lits étaient propres, avec des draps blancs. Il a suggéré que de nombreux paysans allemands pourraient envier l'aisance matérielle de cette famille.

## Le lieu
Vilarinho da Furna est situé sur le versant sud de la Serra Amarela, ce qui lui assure une bonne exposition solaire et une protection contre les vents du nord venant des montagnes plus élevées. Les sources locales ne s'assèchent généralement pas durant l'été. Les sols fertiles ne sont situés que dans les lieux où les ruisseaux ont pu laisser des sédiments à l'occasion d'inondations. Cela a fourni les conditions d'une agriculture diversifiée, typique de la région, avec des parcelles de maïs et de petits jardins entremêlés de vignes suspendues produisant le vinho verde, le vin typique de la région du Minho. Les villageois gardaient poules, vaches, cochons, moutons et chèvres. Les pâturages au sommet des collines (qui atteignaient jusqu'à 1 300 m) étaient généralement clairsemés, avec des sols pauvres et des rochers nus. Seule la petite portion de terre de la partie inférieure des pentes pouvait fournir le foin et le fourrage pour les vaches. La Ribeira da Furna alimentait la source communautaire et la levada, qui, grâce à un système de vantelles, alimentait en eau les villageois et le bétail et irriguait les champs situés au-dessous du village.
Afin d'éviter d'occuper les terres arables, les maisons du village étaient côte à côte et définissaient ainsi les rues, les ruelles et les espaces communs, y compris les surplombs où les édiles se réunissaient. En raison du manque d'espace à l'intérieur du village, les maisons avaient tendance à s'étendre au-dessus des rues, créant des surplombs.
Les terres appartenant à Vilarinho da Furna englobent 3 000 hectares. En 1895, après un désaccord avec les Services forestiers, ces terres sont devenues la propriété privée partagée des descendants des villageois qui ont signé un contrat mettant fin à ce désaccord.

## L'exode et le barrage
La planification des travaux pour le barrage a commencé dans les années 1950 par des levers et des forages d'essai. La construction a commencé en 1967. À cette époque, le village comptait près de 300 habitants formant 57 familles réparties dans 80 maisons.
L'exode a débuté en septembre 1969 lorsque la compagnie d'électricité portugaise a commencé à verser les indemnités. En octobre 1970, des avis ont été affichés partout dans le village, indiquant que le réservoir était en passe d'être rempli. Le dernier habitant a quitté le village en 1971, et ce dernier a été submergé l'année suivante.
Avant la construction du barrage, toutes les routes menant au village avaient été construites par les villageois. La société de construction du barrage a tenté de construire une nouvelle route pour évacuer les villageois, mais a échoué. En fin de compte, les villageois ont dû construire une nouvelle route pour pouvoir emporter leurs biens par camion.
Les villageois ont reçu au total 20 741 607 escudos (« 200 escudos = 1 € »). Sans les maisons et autres constructions, la terre elle-même a été évaluée par la société hydro-électrique du Cávado (HICA) à un demi-escudo par mètre carré, à l'époque prix d'une demi-sardine. L'indemnité totale, y compris les bâtiments, s'est élevée à 5 escudos par mètre carré. Ce montant est probablement inférieur aux frais engagés par HICA pour construire des maisons pour ses travailleurs. Les résidents ont essayé d'emporter autant de biens que possible, même les tuiles des toits ; seuls les pans de mur de la plupart des maisons ont été abandonnés.
Le réservoir couvre 344 hectares, avec une capacité utile de 69,7 hm3. Le barrage a une puissance installée de 125 MW.

## La communauté
Le village avait un conseil, appelé Junta, où siégeait un membre de chaque famille. On considère que cette pratique remonte aux Wisigoths, avec leur « vicinorum conventus publicus » (assemblée publique des voisins),. Le chef de la Junta (Zelador ou Juiz) était choisi parmi les hommes mariés et remplissait un mandat de six mois à la chambre législative (Os Seis, les Six). Au début de chaque semestre, les électeurs entraient tous un par un dans la salle où se trouvait le nouveau Zelador et lui donnaient une note portant le nom de six de ses voisins pour l'élection de la nouvelle chambre des Six. Selon une tradition qui était déjà abandonnée à l'époque de Jorge Dias, le Zelador sortant donnait au nouveau un fouet avec lequel ce dernier prêtait serment sur les Saintes Écritures. Le Conseil examinait de nombreux aspects de la vie du village, statuait sur eux et discutait en détail de certaines questions. Cette discussion en conseil faisait de Vilarinho da Furna une démocratie participative fondée sur le droit coutumier.
Les sujets discutés par la Junta comprenaient la construction de nouvelles routes et l’entretien de la voirie existante, l'organisation des fonctions pastorales et l'élevage du bétail, l'irrigation des champs, la coupe du bois et l'entretien des forêts, le piégeage des renards et la récolte des raisins. En d'autres termes, la Junta était chargée de maintenir le bon fonctionnement de cette communauté largement autonome. Dans les dernières années de l'existence du village, elle s'est consacrée à l'élaboration de stratégies pour lutter contre son dernier ennemi, la compagnie qui construisait le barrage.
La Junta était aussi chargée de juger et de punir les crimes ; c'est pourquoi le chef était appelé le juge (Juiz). L'absence aux réunions de la Junta était punie : les petits retards entraînaient une amende, et en cas d'absence, le coupable devait au village une journée de travail communautaire. La peine la plus sévère pour les manquements envers la communauté était l'exclusion (botar fora do vizinho). Le coupable ne recevait plus d'aide de la communauté, personne ne menait son troupeau, et l'accès aux terres communales lui était refusé. En pratique, cela signifiait l’exil du village.
L'économie du village reposait sur le bétail. En 1968, le cheptel comptait 1 600 têtes, sans compter les veaux de l'année. À la fin de la Seconde Guerre mondiale, le chiffre était supérieur d'environ 1 000 têtes en raison du prix élevé de la viande locale. On trouvait peu de viande de bœuf ou de beurre à la table des villageois, et le lait n'était recueilli qu'après le vêlage ; les efforts étaient concentrés sur la nourriture du bétail destiné à la vente. Le bétail pâturait en général dans les basses terres ; les chèvres occupaient les collines. Les pâturages des bovins étaient séparés par des clôtures de pierres pour éviter le mélange des animaux, en particulier pour séparer les bœufs des taureaux afin de ne pas déranger ces derniers. Les villageois gardaient les bêtes à tour de rôle de sorte que chacun passait du temps hors du village. Le gardien était puni si un animal était tué ou avait disparu par sa faute ou du fait de sa négligence. Les villageois restés aux champs préparaient de la nourriture pour ceux qui gardaient les troupeaux. Les montagnes autour du village, particulièrement la Serra da Amarela, possédaient de nombreuses huttes (casarotas) servant d'abris temporaires aux gardiens des troupeaux. Chaque printemps, les villageois se chargeaient de réparer les clôtures de pierres qui formaient le périmètre extérieur de leurs terres (termo).

## Le musée et le parc naturel
En 1981, la municipalité de Terras de Bouro construisit à São João do Campo un musée ethnographique commémorant Vilarinho da Furna. Les collections comprennent des vêtements, des outils agricoles, des débris de verre de l'ancienne verrerie (détruite lors des invasions napoléoniennes), et des tableaux dépeignant la vie quotidienne du village. Le musée fut construit avec des pierres provenant de deux maisons du vieux village. Il fut inauguré par le premier ministre Cavaco Silva le 14 mai 1989.
En 2008 Terras de Bouro lança le projet Valorização do Espaço Natural da Serra da Amarela (Valorisation des espaces naturels de la Serra da Amarela). Ce projet, basé sur le Natur Parque (parc naturel) de Vilarinho da Furna, comprend un musée sous-marin, un bateau à fond transparent et un quai qui lui est destiné, un poste d'observation de la vie sauvage, deux refuges de montagne, des installations hydrauliques et solaires de production d'énergie pour les installations du parc, des ruches, un camping, une piste cyclable, ainsi que la reconstruction du vieux pont de Couço et des moulins à eau de la région. Le projet fut approuvé en juillet 2008 et doté d'un total de 1,2 million d'euros sur deux ans, quoiqu'on ait estimé qu'il faudrait de 2 à 3 autres millions d'euros pour couvrir les dépenses de construction des bâtiments et des routes d'accès.
Les municipalités de Terras de Bouro et de Ponte da Barca ont également développé conjointement un sentier de randonnée le long de la Serra da Amarela. Il devrait passer par Cha Da Fonte, la Casa da Neve, Branca de Bilhares, Entre-ambos-os-Rios, Germil, Brufe, Casarotas et Fojo do Lobos et revenir à Vilarinho da Furna.

## AFURNA
En octobre 1985, les anciens villageois créèrent l'association AFURNA (Associação dos Antigos Habitantes de Vilarinho da Furna).
Le but de l'association était de défendre et de promouvoir le patrimoine culturel collectif et communautaire des habitants de l'ancien village. Certains de ses objectifs ont été réalisés, au moins en partie : le reboisement des anciennes terres, la création d'une réserve faunique, l'aménagement d'un musée sous-marin et l'entreprise d'activités touristiques qui préservent le patrimoine.